# What a Man, My Man Is
«What a Man, My Man Is» es una canción interpretada por la cantante estadounidense Lynn Anderson. Fue publicada en septiembre de 1974 como sencillo principal de su álbum de estudio del mismo nombre.

## Rendimiento comercial
En Estados Unidos, «What a Man, My Man Is» debutó en el puesto número 77 de la lista Hot Country Singles de la revista Billboard durante la semana que terminó el 26 de octubre de 1974, donde se desempeñó como el debut más alto de la edición. Después de escalar de manera constante la lista durante diez semanas consecutivas, encabezó la lista el 28 de diciembre, donde desplazó la canción de Billy Swan, «I Can Help», de la posición más alta. «What a Man, My Man Is» salió de la lista Hot Country Singles el 18 de enero de 1975 en la posición número 69; en total, pasó 13 semanas consecutivas entre los rankings de la lista.

## Lista de canciones
7-inch single – Columbia 3-10041
1. «What a Man, My Man Is» – 2:13
2. «Everything's Falling in Place (For Me and You)» – 3:07

## Posicionamiento
| Gráfica (1974–75)                              | Pico de posición |
| ---------------------------------------------- | ---------------- |
| Canadá (RPM Country Playlist)                  | 1                |
| Estados Unidos (Billboard Hot 100)             | 93               |
| Estados Unidos (Billboard Hot Country Singles) | 1                |
| Estados Unidos (Cash Box Top 100 Singles)      | 99               |
| Estados Unidos (Cash Box Country Top 75)       | 1                |